# Vesnická usedlost (Jankovice)
Vesnická usedlost čp. 76 je hospodářská usedlost v Jankovicích u Uherského Hradiště.

## Historie
Stávající budovy pocházejí z konce 19. století. Usedlost byla nicméně zaznamenána už na mapách stabilního katastru Moravy a Slezska. Prvotní záznamy snad pocházejí již z konce 17. století.
V roce 2020 byl areál prohlášen kulturní památkou.

## Architektura
Usedlost na půdorysu písmene L leží v centru obce. Obytné stavení je orientováno do ulice podélně, tj. okapem, a skládá se ze dvou částí: levá je starší, s kamenným soklem, se zdivem z nepálených cihel a s dvoukřídlými okny, pravá – novější – část je z pálených cihel a okna má trojdílná, kastlová. Obě části spojuje sedlová střecha z pálených tašek. Vstup je umístěn v levé části domu. V interiéru obytného domu se dochovaly trámové stropy a ve světnici také kachlová kamna ze zeleně glazovaných zdobených kachlí a s troubou.
K obytnému domu je připojeno hospodářské křídlo ze smíšeného zdiva, rovněž se sedlovou střechou se střechou z pálené tašky. Stavba dále pokračuje třemi chlévy, suchým záchodem a kůlnou.
Vzhledem k tomu, že dům neprošel žádnými významnými stavebními úpravami a byl jen minimálně udržován, dochovalo se v něm množství původních řemeslných prvků (vstupní dřevěné kazetové dveře s ornamenty, kování oken a dveří, původní omítka s výmalbou...).